# Brian Agbor
Brian Emo Agbor (14 juni 2001) is een Kameroens voetballer die sinds 2021 uitkomt voor KAA Gent.

## Carrière
Agbor ruilde in 2021 de jeugdopleiding van Antwerp FC, waar hij sinds de U13 speelde, voor die van KAA Gent. Op 26 februari 2023 maakte hij zijn officiële debuut in het eerste elftal van de club: in de competitiewedstrijd tegen Club Brugge (2-0-verlies) kwam hij tijdens de rust de geblesseerde Joseph Okumu vervangen.

## Clubstatistieken
| Seizoen         | Club            | Land            | Competitie       | Competitie | Competitie | Beker | Beker | Supercup | Supercup | Europees | Europees | Totaal | Totaal |
| Seizoen         | Club            | Land            | Competitie       | Wed.       | Dlp.       | Wed.  | Dlp.  | Wed.     | Dlp.     | Wed.     | Dlp.     | Wed.   | Dlp.   |
| --------------- | --------------- | --------------- | ---------------- | ---------- | ---------- | ----- | ----- | -------- | -------- | -------- | -------- | ------ | ------ |
| 2022/23         | Jong KAA Gent   | Vlag van België | Eerste nationale | 17         | 0          | —     | —     | —        | —        | —        | —        | 17     | 0      |
| 2022/23         | KAA Gent        | Vlag van België | Eerste klasse A  | 1          | 0          | 0     | 0     | 0        | 0        | 0        | 0        | 0      | 0      |
| Carrière totaal | Carrière totaal | Carrière totaal | Carrière totaal  | 18         | 0          | 0     | 0     | 0        | 0        | 0        | 0        | 18     | 0      |

Bijgewerkt op 27 februari 2023.